# عكابة (القطن)

'

تعديل مصدري - تعديل

عكابة هي إحدى قرى عزلة القطن بمديرية القطن التابعة لمحافظة حضرموت، بلغ تعداد سكانها 200 نسمة حسب تعداد اليمن لعام 2004.